# Resolutie 2166 Veiligheidsraad Verenigde Naties
Resolutie 2166 van de Veiligheidsraad van de Verenigde Naties werd op 21 juli 2014 unaniem aangenomen door de VN-Veiligheidsraad. In de resolutie werd onder meer het neerhalen van Malaysia Airlines-vlucht 17 veroordeeld en een onafhankelijk, internationaal onderzoek naar de ramp ondersteund. De resolutie was voor het grootste deel opgesteld door Australië maar ook door 23 andere landen, waaronder Nederland, Oekraïne en Maleisië.

## Achtergrond
Op 17 juli 2014 stortte er een Boeing 777 van Malaysia Airlines-vlucht 17 neer in de nabijheid van het Oost-Oekraïense dorp Hrabove in de oblast Donetsk, in een gebied waar een oorlog gaande was. Niemand van de 298 inzittenden, waarvan 196 met de Nederlandse nationaliteit, overleefde de crash. Er waren veel aanwijzingen dat het vliegtuig was neergeschoten met een luchtdoelraket. Omdat de brokstukken over een grote oppervlakte verspreid lagen en het gebied in handen was van pro-Russische separatisten, verliepen het onderzoek van de crashsite en het bergen van de lichamen moeizaam.

## Inhoud
De Veiligheidsraad veroordeelde het neerhalen van Malaysia Airlines-vlucht 17, waarmee werd vastgesteld dat alle leden van de raad wisten of veronderstelden dat het toestel daadwerkelijk was neergeschoten. De raad maakte zich ernstig zorgen over de ontoereikende toegang tot de rampplek en drong er bij de strijdende partijen in het gebied van de rampplek op aan om medewerking aan de onderzoekers en hulpverleners te verlenen. De Veiligheidsraad ondersteunde een internationaal onafhankelijk onderzoek en eiste dat de separatisten de rampplek ongemoeid zouden laten. Verder eiste de raad een staakt-het-vuren rondom de rampplek. De Veiligheidsraad eiste ook nog dat de personen achter het neerhalen van het toestel zouden worden berecht.

## Verwante resoluties
- Resolutie 2202 Veiligheidsraad Verenigde Naties (2015)

Lijst ·  2133 ·  2134 ·  2135 ·  2136 ·  2137 ·  2138 ·  2139 ·  2140 ·  2141 ·  2142 ·  2143 ·  2144 ·  2145 ·  2146 ·  2147 ·  2148 ·  2149 ·  2150 ·  2151 ·  2152 ·  2153 ·  2154 ·  2155 ·  2156 ·  2157 ·  2158 ·  2159 ·  2160 ·  2161 ·  2162 ·  2163 ·  2164 ·  2165 ·  2166 ·  2167 ·  2168 ·  2169 ·  2170 ·  2171 ·  2172 ·  2173 ·  2174 ·  2175 ·  2176 ·  2177 ·  2178 ·  2179 ·  2180 ·  2181 ·  2182 ·  2183 ·  2184 ·  2185 ·  2186 ·  2187 ·  2188 ·  2189 ·  2190 ·  2191 ·  2192 ·  2193 ·  2194 ·  2195